# Нютонов фрактал
Нютоновият фрактал е фрактал в комплексната равнина, дефиниран чрез прилагането на метода на Нютон за намиране на корените на полином. Цветът на всяка точка z от равнината отразява корена и/или необходимият брой итерации за достигане на определена точност на решението при прилагане на метода на Нютон с начална стойност z (вижте примера).